# Venezuela en la Copa América 2024
La selección de Venezuela fue uno de los 16 equipos participantes en la Copa América 2024, torneo que se llevó a cabo del 20 de junio al 14 de julio en Estados Unidos. Fue la vigésima participación de Venezuela.
Formó parte del Grupo B, junto a México, Ecuador y Jamaica. Avanzó hasta los cuartos de final donde cayó eliminado ante Canadá en la tanda de penaltis.

## Preparación
En la edición anterior de Copa América que se realizó en Brasil, Venezuela formó parte del Grupo B con Brasil, Colombia, Ecuador y Perú; terminó en el quinto y último lugar del grupo tras empatar dos y perder dos partidos, esto tuvo como resultado el final de su participación en el certamen en la primera fase, a nivel general culminó en el noveno lugar del torneo. Los máximos anotadores fueron Edson Castillo y Ronald Hernández con un gol cada uno y en todo el campeonato el cuerpo técnico estuvo encabezado por José Peseiro.
Al iniciar un nuevo proceso eliminatorio rumbo al Mundial 2026 cambió la dirección técnica, esta le fue encargada desde un inicio a Fernando Batista tras la abrupta salida de José Pekerman por rescisión de mutuo acuerdo a inicios de 2023, Pekerman dirigió hasta el final de las eliminatorias a la Copa del Mundo 2022. Entre septiembre y noviembre de 2023 se disputaron seis partidos de las clasificatorias mundialistas, obteniendo dos victorias, tres empates y una derrota, como resultado hasta esa fecha se ubicó en el cuarto puesto de la tabla de posiciones. Se destacan el empate de condición de visitante ante Brasil por 1-1, el gol lo anotó Eduard Bello a los 85 minutos; también la victoria 3-0 ante Chile en Maturín.

### Partidos oficiales
| Eliminatorias Sudamericanas Fecha 1; 7 de septiembre de 2023 | Colombia  | 1:0 (0:0) | Venezuela | Estadio Metropolitano, Barranquilla                                            |                                                                                |
| 18:00 (UTC-5)                                                | Borré 46' | Reporte   |           | Asistencia: 43 084 espectadores Árbitro(s): Anderson Daronco VAR: Wagner Reway | Asistencia: 43 084 espectadores Árbitro(s): Anderson Daronco VAR: Wagner Reway |

| Uniformes | Uniformes |
| --------- | --------- |
|           |           |

| Eliminatorias Sudamericanas Fecha 2; 12 de septiembre de 2023 | Venezuela           | 1:0 (0:0) | Paraguay | Estadio Monumental, Maturín                                               |                                                                           |
| 18:00 (UTC-4)                                                 | Rondón 90+3' (pen.) | Reporte   |          | Asistencia: 34 187 espectadores Árbitro(s): Andrés Rojas VAR: Yadir Acuña | Asistencia: 34 187 espectadores Árbitro(s): Andrés Rojas VAR: Yadir Acuña |

| Uniformes | Uniformes |
| --------- | --------- |
|           |           |

| Eliminatorias Sudamericanas Fecha 3; 12 de octubre de 2023 | Brasil      | 1:1 (0:0) | Venezuela | Arena Pantanal, Cuiabá                                                    |                                                                           |
| 20:30 (UTC-4)                                              | Gabriel 50' | Reporte   | Bello 85' | Asistencia: 39 018 espectadores Árbitro(s): Kevin Ortega VAR: Carlos Orbe | Asistencia: 39 018 espectadores Árbitro(s): Kevin Ortega VAR: Carlos Orbe |

| Uniformes | Uniformes |
| --------- | --------- |
|           |           |

| Eliminatorias Sudamericanas Fecha 4; 17 de octubre de 2023 | Venezuela                                 | 3:0 (1:0) | Chile | Estadio Monumental, Maturín                                                   |                                                                               |
| 17:00 (UTC-4)                                              | - Soteldo 45+1' - Rondón 72' - Machís 79' | Reporte   |       | Asistencia: 48 076 espectadores Árbitro(s): Flavio de Souza VAR: Rafael Traci | Asistencia: 48 076 espectadores Árbitro(s): Flavio de Souza VAR: Rafael Traci |

| Uniformes | Uniformes |
| --------- | --------- |
|           |           |

| Eliminatorias Sudamericanas Fecha 5; 16 de noviembre de 2023 | Venezuela | 0:0     | Ecuador | Estadio Monumental, Maturín                                                  |                                                                              |
| 18:00 (UTC-4)                                                |           | Reporte |         | Asistencia: 51 083 espectadores Árbitro(s): Juan Benítez VAR: Carlos Benítez | Asistencia: 51 083 espectadores Árbitro(s): Juan Benítez VAR: Carlos Benítez |

| Uniformes | Uniformes |
| --------- | --------- |
|           |           |

| Eliminatorias Sudamericanas Fecha 6; 21 de noviembre de 2023 | Perú      | 1:1 (1:0) | Venezuela    | Estadio Nacional, Lima                                                      |                                                                             |
| 21:00 (UTC-5)                                                | Yotún 17' | Reporte   | Savarino 54' | Asistencia: 27 323 espectadores Árbitro(s): Darío Herrera VAR: Jorge Baliño | Asistencia: 27 323 espectadores Árbitro(s): Darío Herrera VAR: Jorge Baliño |

| Uniformes | Uniformes |
| --------- | --------- |
|           |           |

### Amistosos previos
| 10 de diciembre de 2023 | Colombia         | 1:0 (1:0) | Venezuela | DRV PNK Stadium, Fort Lauderdale |                            |
| 17:00 (UTC-5)           | Ferro 41' (a.g.) | Reporte   |           | Árbitro(s): Rubiel Vázquez       | Árbitro(s): Rubiel Vázquez |

| Uniformes | Uniformes |
| --------- | --------- |
|           |           |

| 21 de marzo de 2024 | Italia           | 2:1 (1:1) | Venezuela  | Chase Stadium, Fort Lauderdale |                            |
| 17:00 (UTC-4)       | Retegui 40', 80' | Reporte   | Machís 43' | Árbitro(s): Rubiel Vázquez     | Árbitro(s): Rubiel Vázquez |

| Uniformes | Uniformes |
| --------- | --------- |
|           |           |

| 24 de marzo de 2024 | Guatemala | 0:0     | Venezuela | Shell Energy Stadium, Houston  |                                |
| 17:00 (UTC-5)       |           | Reporte |           | Árbitro(s): Armando Villarreal | Árbitro(s): Armando Villarreal |

| Uniformes | Uniformes |
| --------- | --------- |
|           |           |

## Plantel

### Lista de convocados
Entrenador:  Fernando Batista
| No. | Pos. | Jugador               | Fecha de nacimiento (edad)         | Apa. | Goles | Club                       |
| --- | ---- | --------------------- | ---------------------------------- | ---- | ----- | -------------------------- |
| 1   | POR  | Joel Graterol         | 15 de mayo de 1997 (27 años)       | 12   | 0     | América de Cali            |
| 2   | DEF  | Nahuel Ferraresi      | 19 de noviembre de 1998 (25 años)  | 25   | 1     | São Paulo F. C.            |
| 3   | DEF  | Yordan Osorio         | 10 de mayo de 1994 (30 años)       | 29   | 0     | Parma Calcio 1913          |
| 4   | DEF  | Jon Aramburu          | 23 de julio de 2002 (21 años)      | 3    | 0     | Real Sociedad de Fútbol    |
| 5   | DEF  | Jhon Chancellor       | 2 de enero de 1992 (32 años)       | 37   | 3     | Metropolitanos F. C.       |
| 6   | MED  | Yangel Herrera        | 7 de enero de 1998 (26 años)       | 33   | 3     | Girona F. C.               |
| 7   | MED  | Jefferson Savarino    | 11 de noviembre de 1996 (27 años)  | 38   | 3     | Botafogo F. R.             |
| 8   | MED  | Tomás Rincón          | 13 de enero de 1988 (36 años)      | 126  | 1     | Santos F. C.               |
| 9   | DEL  | Jhonder Cádiz         | 29 de julio de 1995 (28 años)      | 6    | 0     | F. C. Famalicão            |
| 10  | MED  | Yeferson Soteldo      | 30 de junio de 1997 (26 años)      | 39   | 4     | Grêmio F. P. A.            |
| 11  | MED  | Darwin Machís         | 7 de febrero de 1993 (31 años)     | 45   | 11    | Cádiz C. F.                |
| 12  | POR  | José Contreras        | 20 de octubre de 1994 (29 años)    | 6    | 0     | Águilas Doradas            |
| 13  | MED  | José Martínez         | 7 de agosto de 1994 (29 años)      | 28   | 0     | Philadelphia Union         |
| 14  | DEF  | Christian Makoun      | 5 de marzo de 2000 (24 años)       | 10   | 0     | Anorthosis Famagusta       |
| 15  | DEF  | Miguel Navarro        | 26 de febrero de 1999 (25 años)    | 11   | 0     | C. A. Talleres (C)         |
| 16  | MED  | Telasco Segovia       | 2 de abril de 2003 (21 años)       | 2    | 0     | Casa Pia A. C.             |
| 17  | MED  | Matías Lacava         | 24 de octubre de 2002 (21 años)    | 0    | 0     | F. C. Vizela               |
| 18  | MED  | Cristian Cásseres Jr. | 20 de enero de 2000 (24 años)      | 28   | 0     | Toulouse F. C.             |
| 19  | DEL  | Eric Ramírez          | 20 de noviembre de 1998 (25 años)  | 9    | 1     | Atlético Nacional          |
| 20  | DEF  | Wilker Ángel          | 18 de marzo de 1993 (31 años)      | 37   | 2     | Criciúma E. C.             |
| 21  | DEF  | Alexander González    | 13 de septiembre de 1992 (31 años) | 65   | 2     | C. S. Emelec               |
| 22  | POR  | Rafael Romo           | 25 de febrero de 1990 (34 años)    | 20   | 0     | C. D. Universidad Católica |
| 23  | DEL  | Salomón Rondón        | 16 de septiembre de 1989 (34 años) | 104  | 41    | C. F. Pachuca              |
| 24  | MED  | Kervin Andrade        | 13 de abril de 2005 (19 años)      | 1    | 0     | Fortaleza E. C.            |
| 25  | MED  | Eduard Bello          | 20 de agosto de 1995 (28 años)     | 14   | 2     | Mazatlán F. C.             |
| 26  | MED  | Daniel Pereira        | 14 de julio de 2000 (23 años)      | 2    | 0     | Austin F. C.               |

## Participación
- Los horarios son correspondientes al huso horario de cada sede.

### Partidos
| Fecha       | Ciudad      | Instancia        |           |                      | Resultado          |                      |           |
| ----------- | ----------- | ---------------- | --------- | -------------------- | ------------------ | -------------------- | --------- |
| 22 de junio | Santa Clara | Fase de grupos   | Ecuador   | Bandera de Ecuador   | 1:2 (1:0)          | Bandera de Venezuela | Venezuela |
| 26 de junio | Inglewood   | Fase de grupos   | Venezuela | Bandera de Venezuela | 1:0 (0:0)          | Bandera de México    | México    |
| 30 de junio | Austin      | Fase de grupos   | Jamaica   | Bandera de Jamaica   | 0:3 (0:0)          | Bandera de Venezuela | Venezuela |
| 5 de julio  | Arlington   | Cuartos de final | Venezuela | Bandera de Venezuela | 1:1 (0:1) (3:4 p.) | Bandera de Canadá    | Canadá    |

### Fase de grupos - Grupo B

#### Posiciones
| Selección | Pts | PJ | PG | PE | PP | GF | GC | Dif |
| --------- | --- | -- | -- | -- | -- | -- | -- | --- |
| Venezuela | 9   | 3  | 3  | 0  | 0  | 6  | 1  | +5  |
| Ecuador   | 4   | 3  | 1  | 1  | 1  | 4  | 3  | +1  |
| México    | 4   | 3  | 1  | 1  | 1  | 1  | 1  | 0   |
| Jamaica   | 0   | 3  | 0  | 0  | 3  | 1  | 7  | –6  |

|  | Clasificados a los cuartos de final. |

#### Ecuador vs. Venezuela
| Jornada 1; 22 de junio | Ecuador       | 1:2 (1:0) | Venezuela               | Levi's Stadium, Santa Clara                                              |                                                                          |
| 15:00 (UTC-7)          | Sarmiento 40' | Reporte   | - Cádiz 64' - Bello 74' | Asistencia: 29 864 espectadores Árbitro(s): Wilmar Roldán VAR: Juan Lara | Asistencia: 29 864 espectadores Árbitro(s): Wilmar Roldán VAR: Juan Lara |

| 22         | Guardameta     | Alexander Domínguez |     |
| 17         | Defensa        | Angelo Preciado     |     |
| 2          | Defensa        | Félix Torres        |     |
| 6          | Defensa        | Willian Pacho       |     |
| 3          | Defensa        | Piero Hincapié      |     |
| 23         | Centrocampista | Moisés Caicedo      |     |
| 21         | Centrocampista | Alan Franco         | 79' |
| 9          | Centrocampista | John Yeboah         | 35' |
| 10         | Centrocampista | Kendry Páez         | 79' |
| 16         | Centrocampista | Jeremy Sarmiento    | 63' |
| 13         | Delantero      | Enner Valencia      |     |
| Entrenador | Entrenador     | Félix Sánchez Bas   |     |

| 22         | Guardameta     | Rafael Romo           |       |
| 21         | Defensa        | Alexander González    |       |
| 3          | Defensa        | Yordan Osorio         |       |
| 2          | Defensa        | Nahuel Ferraresi      |       |
| 15         | Defensa        | Miguel Navarro        |       |
| 13         | Centrocampista | José Martínez         |       |
| 6          | Centrocampista | Yangel Herrera        | 90+2' |
| 11         | Centrocampista | Darwin Machís         | 46'   |
| 18         | Centrocampista | Cristian Cásseres Jr. | 46'   |
| 10         | Centrocampista | Yeferson Soteldo      | 84'   |
| 23         | Delantero      | Salomón Rondón        | 84'   |
| Entrenador | Entrenador     | Fernando Batista      |       |

| 11 | Delantero      | Kevin Rodríguez | 35' |
| 8  | Centrocampista | Carlos Gruezo   | 63' |
| 14 | Delantero      | Alan Minda      | 79' |
| 19 | Delantero      | Jordy Caicedo   | 79' |

| 25 | Centrocampista | Eduard Bello       | 46'   |
| 9  | Delantero      | Jhonder Cádiz      | 46'   |
| 7  | Centrocampista | Jefferson Savarino | 84'   |
| 19 | Delantero      | Eric Ramírez       | 84'   |
| 8  | Centrocampista | Tomás Rincón       | 90+2' |

| Anotado | 40' | Jeremy Sarmiento | 1–0 |

| Anotado | 64' | Jhonder Cádiz | 1–1 |
| Anotado | 74' | Eduard Bello  | 1–2 |

| Amonestado | 29'   | Jeremy Sarmiento |
| Amonestado | 45+1' | Kendry Páez      |

| Amonestado | 31'   | Darwin Machís         |
| Amonestado | 45+2' | Cristian Cásseres Jr. |

| Expulsado | 22' | Enner Valencia |

| Árbitro             | Wilmar Roldán    |
| Árbitros asistentes | Alexander Guzmán |
| Árbitros asistentes | John León        |
| Cuarto árbitro      | Kevin Ortega     |
| Quinto árbitro      | Michael Orué     |
| VAR                 | Juan Lara        |
| Adicional VAR       | Edson Cisternas  |
| Asesor de árbitros  | Ángel Sánchez    |
| Quality Mánager     | Víctor Carrillo  |

| 22         | Guardameta     | Alexander Domínguez |     |
| 17         | Defensa        | Angelo Preciado     |     |
| 2          | Defensa        | Félix Torres        |     |
| 6          | Defensa        | Willian Pacho       |     |
| 3          | Defensa        | Piero Hincapié      |     |
| 23         | Centrocampista | Moisés Caicedo      |     |
| 21         | Centrocampista | Alan Franco         | 79' |
| 9          | Centrocampista | John Yeboah         | 35' |
| 10         | Centrocampista | Kendry Páez         | 79' |
| 16         | Centrocampista | Jeremy Sarmiento    | 63' |
| 13         | Delantero      | Enner Valencia      |     |
| Entrenador | Entrenador     | Félix Sánchez Bas   |     |

| 22         | Guardameta     | Rafael Romo           |       |
| 21         | Defensa        | Alexander González    |       |
| 3          | Defensa        | Yordan Osorio         |       |
| 2          | Defensa        | Nahuel Ferraresi      |       |
| 15         | Defensa        | Miguel Navarro        |       |
| 13         | Centrocampista | José Martínez         |       |
| 6          | Centrocampista | Yangel Herrera        | 90+2' |
| 11         | Centrocampista | Darwin Machís         | 46'   |
| 18         | Centrocampista | Cristian Cásseres Jr. | 46'   |
| 10         | Centrocampista | Yeferson Soteldo      | 84'   |
| 23         | Delantero      | Salomón Rondón        | 84'   |
| Entrenador | Entrenador     | Fernando Batista      |       |

| 11 | Delantero      | Kevin Rodríguez | 35' |
| 8  | Centrocampista | Carlos Gruezo   | 63' |
| 14 | Delantero      | Alan Minda      | 79' |
| 19 | Delantero      | Jordy Caicedo   | 79' |

| 25 | Centrocampista | Eduard Bello       | 46'   |
| 9  | Delantero      | Jhonder Cádiz      | 46'   |
| 7  | Centrocampista | Jefferson Savarino | 84'   |
| 19 | Delantero      | Eric Ramírez       | 84'   |
| 8  | Centrocampista | Tomás Rincón       | 90+2' |

| Anotado | 40' | Jeremy Sarmiento | 1–0 |

| Anotado | 64' | Jhonder Cádiz | 1–1 |
| Anotado | 74' | Eduard Bello  | 1–2 |

| Amonestado | 29'   | Jeremy Sarmiento |
| Amonestado | 45+1' | Kendry Páez      |

| Amonestado | 31'   | Darwin Machís         |
| Amonestado | 45+2' | Cristian Cásseres Jr. |

| Expulsado | 22' | Enner Valencia |

| Árbitro             | Wilmar Roldán    |
| Árbitros asistentes | Alexander Guzmán |
| Árbitros asistentes | John León        |
| Cuarto árbitro      | Kevin Ortega     |
| Quinto árbitro      | Michael Orué     |
| VAR                 | Juan Lara        |
| Adicional VAR       | Edson Cisternas  |
| Asesor de árbitros  | Ángel Sánchez    |
| Quality Mánager     | Víctor Carrillo  |

| Estadísticas      | Bandera de Ecuador | Bandera de Venezuela |
| Tiros             | 9                  | 14                   |
| Tiros a puerta    | 4                  | 5                    |
| Faltas            | 20                 | 14                   |
| Saques de esquina | 3                  | 5                    |
| Penaltis          | 0                  | 0                    |
| Fueras de juego   | 1                  | 3                    |
| Posesión de balón | 34%                | 66%                  |

#### Venezuela vs. México
| Jornada 2; 26 de junio | Venezuela         | 1:0 (0:0) | México | SoFi Stadium, Inglewood                                                        |                                                                                |
| 18:00 (UTC-7)          | Rondón 57' (pen.) | Reporte   |        | Asistencia: 72 773 espectadores Árbitro(s): Raphael Claus VAR: Pablo Gonçalves | Asistencia: 72 773 espectadores Árbitro(s): Raphael Claus VAR: Pablo Gonçalves |

| 22         | Guardameta     | Rafael Romo        |     |
| 4          | Defensa        | Jon Aramburu       |     |
| 3          | Defensa        | Yordan Osorio      |     |
| 2          | Defensa        | Nahuel Ferraresi   |     |
| 15         | Defensa        | Miguel Navarro     |     |
| 13         | Centrocampista | José Martínez      | 89' |
| 6          | Centrocampista | Yangel Herrera     |     |
| 7          | Centrocampista | Jefferson Savarino | 46' |
| 25         | Centrocampista | Eduard Bello       | 71' |
| 10         | Centrocampista | Yeferson Soteldo   | 82' |
| 23         | Delantero      | Salomón Rondón     | 82' |
| Entrenador | Entrenador     | Fernando Batista   |     |

| 1          | Guardameta     | Julio González   |     |
| 2          | Defensa        | Jorge Sánchez    |     |
| 3          | Defensa        | César Montes     | 46' |
| 5          | Defensa        | Johan Vásquez    |     |
| 6          | Defensa        | Gerardo Arteaga  |     |
| 8          | Centrocampista | Charly Rodríguez | 61' |
| 24         | Centrocampista | Luis Chávez      |     |
| 15         | Centrocampista | Uriel Antuna     | 73' |
| 7          | Centrocampista | Luis Romo        |     |
| 9          | Centrocampista | Julián Quiñones  | 78' |
| 11         | Delantero      | Santiago Giménez | 61' |
| Entrenador | Entrenador     | Jaime Lozano     |     |

| 18 | Centrocampista | Cristian Cásseres Jr. | 46' |
| 11 | Delantero      | Darwin Machís         | 71' |
| 9  | Delantero      | Jhonder Cádiz         | 82' |
| 20 | Defensa        | Wilker Ángel          | 82' |
| 14 | Centrocampista | Christian Makoun      | 89' |

| 19 | Defensa        | Israel Reyes       | 46' |
| 10 | Delantero      | Alexis Vega        | 61' |
| 22 | Delantero      | Guillermo Martínez | 61' |
| 21 | Delantero      | César Huerta       | 73' |
| 17 | Centrocampista | Orbelín Pineda     | 78' |

| Anotado · Penal | 57' | Salomón Rondón | 1–0 |

| Amonestado | 34' | Nahuel Ferraresi |
| Amonestado | 64' | Miguel Navarro   |

| Amonestado | 39' | Santiago Giménez |
| Amonestado | 64' | Alexis Vega      |

| Árbitro             | Raphael Claus       |
| Árbitros asistentes | Danilo Manis        |
| Árbitros asistentes | Rodrigo Correa      |
| Cuarto árbitro      | Wilton Sampaio      |
| Quinto árbitro      | Bruno Pires         |
| VAR                 | Pablo Gonçalves     |
| Adicional VAR       | Eduardo Britos      |
| Asesor de árbitros  | Christian Schiemann |
| Quality Mánager     | Víctor Carrillo     |

| 22         | Guardameta     | Rafael Romo        |     |
| 4          | Defensa        | Jon Aramburu       |     |
| 3          | Defensa        | Yordan Osorio      |     |
| 2          | Defensa        | Nahuel Ferraresi   |     |
| 15         | Defensa        | Miguel Navarro     |     |
| 13         | Centrocampista | José Martínez      | 89' |
| 6          | Centrocampista | Yangel Herrera     |     |
| 7          | Centrocampista | Jefferson Savarino | 46' |
| 25         | Centrocampista | Eduard Bello       | 71' |
| 10         | Centrocampista | Yeferson Soteldo   | 82' |
| 23         | Delantero      | Salomón Rondón     | 82' |
| Entrenador | Entrenador     | Fernando Batista   |     |

| 1          | Guardameta     | Julio González   |     |
| 2          | Defensa        | Jorge Sánchez    |     |
| 3          | Defensa        | César Montes     | 46' |
| 5          | Defensa        | Johan Vásquez    |     |
| 6          | Defensa        | Gerardo Arteaga  |     |
| 8          | Centrocampista | Charly Rodríguez | 61' |
| 24         | Centrocampista | Luis Chávez      |     |
| 15         | Centrocampista | Uriel Antuna     | 73' |
| 7          | Centrocampista | Luis Romo        |     |
| 9          | Centrocampista | Julián Quiñones  | 78' |
| 11         | Delantero      | Santiago Giménez | 61' |
| Entrenador | Entrenador     | Jaime Lozano     |     |

| 18 | Centrocampista | Cristian Cásseres Jr. | 46' |
| 11 | Delantero      | Darwin Machís         | 71' |
| 9  | Delantero      | Jhonder Cádiz         | 82' |
| 20 | Defensa        | Wilker Ángel          | 82' |
| 14 | Centrocampista | Christian Makoun      | 89' |

| 19 | Defensa        | Israel Reyes       | 46' |
| 10 | Delantero      | Alexis Vega        | 61' |
| 22 | Delantero      | Guillermo Martínez | 61' |
| 21 | Delantero      | César Huerta       | 73' |
| 17 | Centrocampista | Orbelín Pineda     | 78' |

| Anotado · Penal | 57' | Salomón Rondón | 1–0 |

| Amonestado | 34' | Nahuel Ferraresi |
| Amonestado | 64' | Miguel Navarro   |

| Amonestado | 39' | Santiago Giménez |
| Amonestado | 64' | Alexis Vega      |

| Árbitro             | Raphael Claus       |
| Árbitros asistentes | Danilo Manis        |
| Árbitros asistentes | Rodrigo Correa      |
| Cuarto árbitro      | Wilton Sampaio      |
| Quinto árbitro      | Bruno Pires         |
| VAR                 | Pablo Gonçalves     |
| Adicional VAR       | Eduardo Britos      |
| Asesor de árbitros  | Christian Schiemann |
| Quality Mánager     | Víctor Carrillo     |

| Estadísticas      | Bandera de Venezuela | Bandera de México |
| Tiros             | 10                   | 17                |
| Tiros a puerta    | 2                    | 5                 |
| Faltas            | 7                    | 12                |
| Saques de esquina | 2                    | 7                 |
| Penaltis          | 1                    | 1                 |
| Fueras de juego   | 4                    | 2                 |
| Posesión de balón | 39%                  | 61%               |

#### Jamaica vs. Venezuela
| Jornada 3; 30 de junio | Jamaica | 0:3 (0:0) | Venezuela                              | Q2 Stadium, Austin                                                               |                                                                                  |
| 19:00 (UTC-5)          |         | Reporte   | - Bello 49' - Rondón 56' - Ramírez 85' | Asistencia: 20 240 espectadores Árbitro(s): Maurizio Mariani VAR: Marco Di Bello | Asistencia: 20 240 espectadores Árbitro(s): Maurizio Mariani VAR: Marco Di Bello |

| 23         | Guardameta     | Jahmali Waite       |     |
| 15         | Defensa        | Joel Latibeaudiere  | 87' |
| 3          | Defensa        | Michael Hector      |     |
| 5          | Defensa        | Ethan Pinnock       |     |
| 12         | Centrocampista | Wesley Harding      | 67' |
| 17         | Centrocampista | Damion Lowe         |     |
| 14         | Centrocampista | Kasey Palmer        |     |
| 21         | Centrocampista | Jon Bell            |     |
| 20         | Centrocampista | Renaldo Cephas      | 46' |
| 7          | Centrocampista | Demarai Gray        | 87' |
| 9          | Delantero      | Michail Antonio     | 67' |
| Entrenador | Entrenador     | Heimir Hallgrímsson |     |

| 22         | Guardameta     | Rafael Romo        |     |
| 21         | Defensa        | Alexander González |     |
| 20         | Defensa        | Wilker Ángel       |     |
| 3          | Defensa        | Yordan Osorio      |     |
| 4          | Defensa        | Jon Aramburu       | 81' |
| 13         | Centrocampista | José Martínez      |     |
| 6          | Centrocampista | Yangel Herrera     | 60' |
| 25         | Centrocampista | Eduard Bello       |     |
| 16         | Centrocampista | Telasco Segovia    | 74' |
| 11         | Centrocampista | Darwin Machís      | 60' |
| 23         | Delantero      | Salomón Rondón     | 81' |
| Entrenador | Entrenador     | Fernando Batista   |     |

| 8  | Delantero      | Kaheim Dixon     | 46' |
| 11 | Delantero      | Shamar Nicholson | 67' |
| 16 | Centrocampista | Karoy Anderson   | 67' |
| 4  | Defensa        | Richard King     | 87' |
| 18 | Centrocampista | Alex Marshall    | 87' |

| 8  | Centrocampista | Tomás Rincón     | 60' |
| 10 | Centrocampista | Yeferson Soteldo | 60' |
| 24 | Centrocampista | Kervin Andrade   | 74' |
| 14 | Defensa        | Christian Makoun | 81' |
| 19 | Delantero      | Eric Ramírez     | 81' |

| Anotado | 49' | Eduard Bello   | 0–1 |
| Anotado | 56' | Salomón Rondón | 0–2 |
| Anotado | 85' | Eric Ramírez   | 0–3 |

| Amonestado | 89' | Michael Hector |

| Amonestado | 9' | Darwin Machís |

| Árbitro             | Maurizio Mariani  |
| Árbitros asistentes | Daniele Bindoni   |
| Árbitros asistentes | Alberto Tegoni    |
| Cuarto árbitro      | Andrés Matonte    |
| Quinto árbitro      | Miguel Roldán     |
| VAR                 | Marco Di Bello    |
| Adicional VAR       | Aleandro Di Paolo |
| Asesor de árbitros  | Leonel Leal       |
| Quality Mánager     | Carlos Pastorino  |

| 23         | Guardameta     | Jahmali Waite       |     |
| 15         | Defensa        | Joel Latibeaudiere  | 87' |
| 3          | Defensa        | Michael Hector      |     |
| 5          | Defensa        | Ethan Pinnock       |     |
| 12         | Centrocampista | Wesley Harding      | 67' |
| 17         | Centrocampista | Damion Lowe         |     |
| 14         | Centrocampista | Kasey Palmer        |     |
| 21         | Centrocampista | Jon Bell            |     |
| 20         | Centrocampista | Renaldo Cephas      | 46' |
| 7          | Centrocampista | Demarai Gray        | 87' |
| 9          | Delantero      | Michail Antonio     | 67' |
| Entrenador | Entrenador     | Heimir Hallgrímsson |     |

| 22         | Guardameta     | Rafael Romo        |     |
| 21         | Defensa        | Alexander González |     |
| 20         | Defensa        | Wilker Ángel       |     |
| 3          | Defensa        | Yordan Osorio      |     |
| 4          | Defensa        | Jon Aramburu       | 81' |
| 13         | Centrocampista | José Martínez      |     |
| 6          | Centrocampista | Yangel Herrera     | 60' |
| 25         | Centrocampista | Eduard Bello       |     |
| 16         | Centrocampista | Telasco Segovia    | 74' |
| 11         | Centrocampista | Darwin Machís      | 60' |
| 23         | Delantero      | Salomón Rondón     | 81' |
| Entrenador | Entrenador     | Fernando Batista   |     |

| 8  | Delantero      | Kaheim Dixon     | 46' |
| 11 | Delantero      | Shamar Nicholson | 67' |
| 16 | Centrocampista | Karoy Anderson   | 67' |
| 4  | Defensa        | Richard King     | 87' |
| 18 | Centrocampista | Alex Marshall    | 87' |

| 8  | Centrocampista | Tomás Rincón     | 60' |
| 10 | Centrocampista | Yeferson Soteldo | 60' |
| 24 | Centrocampista | Kervin Andrade   | 74' |
| 14 | Defensa        | Christian Makoun | 81' |
| 19 | Delantero      | Eric Ramírez     | 81' |

| Anotado | 49' | Eduard Bello   | 0–1 |
| Anotado | 56' | Salomón Rondón | 0–2 |
| Anotado | 85' | Eric Ramírez   | 0–3 |

| Amonestado | 89' | Michael Hector |

| Amonestado | 9' | Darwin Machís |

| Árbitro             | Maurizio Mariani  |
| Árbitros asistentes | Daniele Bindoni   |
| Árbitros asistentes | Alberto Tegoni    |
| Cuarto árbitro      | Andrés Matonte    |
| Quinto árbitro      | Miguel Roldán     |
| VAR                 | Marco Di Bello    |
| Adicional VAR       | Aleandro Di Paolo |
| Asesor de árbitros  | Leonel Leal       |
| Quality Mánager     | Carlos Pastorino  |

| Estadísticas      | Bandera de Jamaica | Bandera de Venezuela |
| Tiros             | 8                  | 17                   |
| Tiros a puerta    | 1                  | 3                    |
| Faltas            | 4                  | 12                   |
| Saques de esquina | 6                  | 9                    |
| Penaltis          | 0                  | 0                    |
| Fueras de juego   | 0                  | 1                    |
| Posesión de balón | 47%                | 53%                  |

### Cuartos de final

#### Venezuela vs. Canadá
| 5 de julio    | Venezuela                                              | 1:1 (0:1) (3:4 p.)         | Canadá                                                 | AT&T Stadium, Arlington                                                        |                                                                                |
| 20:00 (UTC-5) | Rondón 64'                                             | Reporte                    | Shaffelburg 13'                                        | Asistencia: 51 080 espectadores Árbitro(s): Wilton Sampaio VAR: Rodolpho Toski | Asistencia: 51 080 espectadores Árbitro(s): Wilton Sampaio VAR: Rodolpho Toski |
|               |                                                        | Tiros desde el punto penal |                                                        |                                                                                |                                                                                |
|               | - Rondón - Herrera - Rincón - Savarino - Cádiz - Ángel |                            | - David - Millar - Bombito - Eustáquio - Davies - Koné |                                                                                |                                                                                |

| 22         | Guardameta     | Rafael Romo           |       |
| 4          | Defensa        | Jon Aramburu          |       |
| 2          | Defensa        | Nahuel Ferraresi      |       |
| 3          | Defensa        | Yordan Osorio         | 90+2' |
| 15         | Defensa        | Miguel Navarro        |       |
| 18         | Centrocampista | Cristian Cásseres Jr. | 60'   |
| 25         | Centrocampista | Eduard Bello          | 84'   |
| 13         | Centrocampista | José Martínez         | 90+2' |
| 6          | Centrocampista | Yangel Herrera        |       |
| 10         | Centrocampista | Yeferson Soteldo      | 84'   |
| 23         | Delantero      | Salomón Rondón        |       |
| Entrenador | Entrenador     | Fernando Batista      |       |

| 16         | Guardameta     | Maxime Crépeau    |     |
| 2          | Defensa        | Alistair Johnston |     |
| 15         | Defensa        | Moïse Bombito     |     |
| 13         | Defensa        | Derek Cornelius   |     |
| 19         | Defensa        | Alphonso Davies   |     |
| 21         | Centrocampista | Jonathan Osorio   | 81' |
| 7          | Centrocampista | Stephen Eustáquio |     |
| 22         | Centrocampista | Richie Laryea     | 72' |
| 10         | Centrocampista | Jonathan David    |     |
| 14         | Centrocampista | Jacob Shaffelburg | 62' |
| 9          | Delantero      | Cyle Larin        | 72' |
| Entrenador | Entrenador     | Jesse Marsch      |     |

| 9  | Delantero      | Jhonder Cádiz      | 60'   |
| 7  | Centrocampista | Jefferson Savarino | 84'   |
| 17 | Centrocampista | Matías Lacava      | 84'   |
| 8  | Centrocampista | Tomás Rincón       | 90+2' |
| 20 | Defensa        | Wilker Ángel       | 90+2' |

| 23 | Delantero      | Liam Millar    | 62' |
| 20 | Centrocampista | Ali Ahmed      | 72' |
| 25 | Delantero      | Tani Oluwaseyi | 72' |
| 8  | Centrocampista | Ismaël Koné    | 81' |

| Anotado | 64' | Salomón Rondón | 1–1 |

| Anotado | 13' | Jacob Shaffelburg | 0–1 |

| Salomón Rondón     | Acierto de penal          | 1:0 |                           |                   |
|                    |                           | 1:1 | Acierto de penal          | Jonathan David    |
| Yangel Herrera     | Fallo de penal (desviado) | 1:1 |                           |                   |
|                    |                           | 1:1 | Fallo de penal (desviado) | Liam Millar       |
| Tomás Rincón       | Acierto de penal          | 2:1 |                           |                   |
|                    |                           | 2:2 | Acierto de penal          | Moïse Bombito     |
| Jefferson Savarino | Fallo de penal (poste)    | 2:2 |                           |                   |
|                    |                           | 2:2 | Fallo de penal (atajado)  | Stephen Eustáquio |
| Jhonder Cádiz      | Acierto de penal          | 3:2 |                           |                   |
|                    |                           | 3:3 | Acierto de penal          | Alphonso Davies   |
| Wilker Ángel       | Fallo de penal (atajado)  | 3:3 |                           |                   |
|                    |                           | 3:4 | Acierto de penal          | Ismaël Koné       |

| Amonestado | 90+4' | Jon Aramburu |

| Amonestado | 36' | Jacob Shaffelburg |
| Amonestado | 50' | Derek Cornelius   |

| Árbitro             | Wilton Sampaio     |
| Árbitros asistentes | Bruno Pires        |
| Árbitros asistentes | Bruno Boschilia    |
| Cuarto árbitro      | Juan Benítez       |
| Quinto árbitro      | Milcíades Saldívar |
| VAR                 | Rodolpho Toski     |
| Adicionales VAR     | Daniel Nobre       |
| Adicionales VAR     | Pablo Gonçalves    |
| Asesor de árbitros  | Gregory Barkey     |
| Quality Mánager     | Roberto Silvera    |

| 22         | Guardameta     | Rafael Romo           |       |
| 4          | Defensa        | Jon Aramburu          |       |
| 2          | Defensa        | Nahuel Ferraresi      |       |
| 3          | Defensa        | Yordan Osorio         | 90+2' |
| 15         | Defensa        | Miguel Navarro        |       |
| 18         | Centrocampista | Cristian Cásseres Jr. | 60'   |
| 25         | Centrocampista | Eduard Bello          | 84'   |
| 13         | Centrocampista | José Martínez         | 90+2' |
| 6          | Centrocampista | Yangel Herrera        |       |
| 10         | Centrocampista | Yeferson Soteldo      | 84'   |
| 23         | Delantero      | Salomón Rondón        |       |
| Entrenador | Entrenador     | Fernando Batista      |       |

| 16         | Guardameta     | Maxime Crépeau    |     |
| 2          | Defensa        | Alistair Johnston |     |
| 15         | Defensa        | Moïse Bombito     |     |
| 13         | Defensa        | Derek Cornelius   |     |
| 19         | Defensa        | Alphonso Davies   |     |
| 21         | Centrocampista | Jonathan Osorio   | 81' |
| 7          | Centrocampista | Stephen Eustáquio |     |
| 22         | Centrocampista | Richie Laryea     | 72' |
| 10         | Centrocampista | Jonathan David    |     |
| 14         | Centrocampista | Jacob Shaffelburg | 62' |
| 9          | Delantero      | Cyle Larin        | 72' |
| Entrenador | Entrenador     | Jesse Marsch      |     |

| 9  | Delantero      | Jhonder Cádiz      | 60'   |
| 7  | Centrocampista | Jefferson Savarino | 84'   |
| 17 | Centrocampista | Matías Lacava      | 84'   |
| 8  | Centrocampista | Tomás Rincón       | 90+2' |
| 20 | Defensa        | Wilker Ángel       | 90+2' |

| 23 | Delantero      | Liam Millar    | 62' |
| 20 | Centrocampista | Ali Ahmed      | 72' |
| 25 | Delantero      | Tani Oluwaseyi | 72' |
| 8  | Centrocampista | Ismaël Koné    | 81' |

| Anotado | 64' | Salomón Rondón | 1–1 |

| Anotado | 13' | Jacob Shaffelburg | 0–1 |

| Salomón Rondón     | Acierto de penal          | 1:0 |                           |                   |
|                    |                           | 1:1 | Acierto de penal          | Jonathan David    |
| Yangel Herrera     | Fallo de penal (desviado) | 1:1 |                           |                   |
|                    |                           | 1:1 | Fallo de penal (desviado) | Liam Millar       |
| Tomás Rincón       | Acierto de penal          | 2:1 |                           |                   |
|                    |                           | 2:2 | Acierto de penal          | Moïse Bombito     |
| Jefferson Savarino | Fallo de penal (poste)    | 2:2 |                           |                   |
|                    |                           | 2:2 | Fallo de penal (atajado)  | Stephen Eustáquio |
| Jhonder Cádiz      | Acierto de penal          | 3:2 |                           |                   |
|                    |                           | 3:3 | Acierto de penal          | Alphonso Davies   |
| Wilker Ángel       | Fallo de penal (atajado)  | 3:3 |                           |                   |
|                    |                           | 3:4 | Acierto de penal          | Ismaël Koné       |

| Amonestado | 90+4' | Jon Aramburu |

| Amonestado | 36' | Jacob Shaffelburg |
| Amonestado | 50' | Derek Cornelius   |

| Árbitro             | Wilton Sampaio     |
| Árbitros asistentes | Bruno Pires        |
| Árbitros asistentes | Bruno Boschilia    |
| Cuarto árbitro      | Juan Benítez       |
| Quinto árbitro      | Milcíades Saldívar |
| VAR                 | Rodolpho Toski     |
| Adicionales VAR     | Daniel Nobre       |
| Adicionales VAR     | Pablo Gonçalves    |
| Asesor de árbitros  | Gregory Barkey     |
| Quality Mánager     | Roberto Silvera    |

| Estadísticas      | Bandera de Venezuela | Bandera de Canadá |
| Tiros             | 16                   | 16                |
| Tiros a puerta    | 3                    | 7                 |
| Faltas            | 7                    | 13                |
| Saques de esquina | 7                    | 3                 |
| Penaltis          | 0                    | 0                 |
| Fueras de juego   | 3                    | 0                 |
| Posesión de balón | 56%                  | 44%               |

## Estadísticas

### Participación de jugadores
| N.° | Pos        | Jugador        | PJ | Minutos jugados | Goles recibidos | Atajos | Tarjetas amarillas | Doble tarjeta amarilla y roja | Tarjetas rojas |
| --- | ---------- | -------------- | -- | --------------- | --------------- | ------ | ------------------ | ----------------------------- | -------------- |
| 1   | Guardameta | Joel Graterol  | 0  | 0               | 0               | 0      | 0                  | 0                             | 0              |
| 12  | Guardameta | José Contreras | 0  | 0               | 0               | 0      | 0                  | 0                             | 0              |
| 22  | Guardameta | Rafael Romo    | 4  | 360             | 2               | 15     | 0                  | 0                             | 0              |

| N.° | Pos            | Jugador               | PJ | Minutos jugados | Goles | Asistencias | Tarjetas Amarillas | Doble tarjeta amarilla y roja | Tarjetas rojas |
| --- | -------------- | --------------------- | -- | --------------- | ----- | ----------- | ------------------ | ----------------------------- | -------------- |
| 2   | Defensa        | Nahuel Ferraresi      | 3  | 270             | 0     | 0           | 1                  | 0                             | 0              |
| 3   | Defensa        | Yordan Osorio         | 4  | 360             | 0     | 0           | 0                  | 0                             | 0              |
| 4   | Defensa        | Jon Aramburu          | 3  | 261             | 0     | 2           | 1                  | 0                             | 0              |
| 5   | Defensa        | Jhon Chancellor       | 0  | 0               | 0     | 0           | 0                  | 0                             | 0              |
| 6   | Centrocampista | Yangel Herrera        | 4  | 329             | 0     | 1           | 0                  | 0                             | 0              |
| 7   | Centrocampista | Jefferson Savarino    | 3  | 58              | 0     | 0           | 0                  | 0                             | 0              |
| 8   | Centrocampista | Tomás Rincón          | 2  | 30              | 0     | 0           | 0                  | 0                             | 0              |
| 9   | Delantero      | Jhonder Cádiz         | 3  | 82              | 1     | 0           | 0                  | 0                             | 0              |
| 10  | Centrocampista | Yeferson Soteldo      | 4  | 280             | 0     | 0           | 0                  | 0                             | 0              |
| 11  | Centrocampista | Darwin Machís         | 3  | 125             | 0     | 0           | 2                  | 0                             | 0              |
| 13  | Centrocampista | José Martínez         | 4  | 360             | 0     | 0           | 0                  | 0                             | 0              |
| 14  | Defensa        | Christian Makoun      | 2  | 10              | 0     | 0           | 0                  | 0                             | 0              |
| 15  | Defensa        | Miguel Navarro        | 3  | 270             | 0     | 0           | 1                  | 0                             | 0              |
| 16  | Centrocampista | Telasco Segovia       | 1  | 74              | 0     | 0           | 0                  | 0                             | 0              |
| 17  | Centrocampista | Matías Lacava         | 1  | 6               | 0     | 0           | 0                  | 0                             | 0              |
| 18  | Centrocampista | Cristian Cásseres Jr. | 3  | 150             | 0     | 0           | 1                  | 0                             | 0              |
| 19  | Delantero      | Eric Ramírez          | 2  | 15              | 1     | 0           | 0                  | 0                             | 0              |
| 20  | Defensa        | Wilker Ángel          | 3  | 98              | 0     | 0           | 0                  | 0                             | 0              |
| 21  | Defensa        | Alexander González    | 2  | 180             | 0     | 0           | 0                  | 0                             | 0              |
| 23  | Delantero      | Salomón Rondón        | 4  | 337             | 3     | 1           | 0                  | 0                             | 0              |
| 24  | Centrocampista | Kervin Andrade        | 1  | 16              | 0     | 1           | 0                  | 0                             | 0              |
| 25  | Centrocampista | Eduard Bello          | 4  | 289             | 2     | 0           | 0                  | 0                             | 0              |
| 26  | Centrocampista | Daniel Pereira        | 0  | 0               | 0     | 0           | 0                  | 0                             | 0              |

### Goleadores
| N.°   | Jugador        | Anotado | PJ | Prom. | Jugada | Cabeza | TL | Penal |
| ----- | -------------- | ------- | -- | ----- | ------ | ------ | -- | ----- |
| 1     | Salomón Rondón | 3       | 4  | 0.75  | 2      | 0      | 0  | 1     |
| 2     | Eduard Bello   | 2       | 4  | 0.5   | 1      | 1      | 0  | 0     |
| 3     | Eric Ramírez   | 1       | 2  | 0.5   | 1      | 0      | 0  | 0     |
| 4     | Jhonder Cádiz  | 1       | 3  | 0.33  | 1      | 0      | 0  | 0     |
| Total | Total          | 7       | 4  | 1.75  | 5      | 1      | 0  | 1     |

### Asistencias
| N.°   | Jugador        | Asistencia | Jugada | Cabeza | TL | SdE |
| ----- | -------------- | ---------- | ------ | ------ | -- | --- |
| 1     | Jon Aramburu   | 2          | 2      | 0      | 0  | 0   |
| 2     | Salomón Rondón | 1          | 1      | 0      | 0  | 0   |
| 2     | Yangel Herrera | 1          | 1      | 0      | 0  | 0   |
| 2     | Kervin Andrade | 1          | 1      | 0      | 0  | 0   |
| Total | Total          | 5          | 5      | 0      | 0  | 0   |

### Sanciones disciplinarias
| N.°   | Jugador               | Amonestado | Otorgado · Expulsado | Expulsado | Sanción                       |
| ----- | --------------------- | ---------- | -------------------- | --------- | ----------------------------- |
| 1     | Darwin Machís         | 2          | 0                    | 0         | Un partido (Cuartos de final) |
| 2     | Cristian Cásseres Jr. | 1          | 0                    | 0         |                               |
| 2     | Nahuel Ferraresi      | 1          | 0                    | 0         |                               |
| 2     | Miguel Navarro        | 1          | 0                    | 0         |                               |
| 2     | Jon Aramburu          | 1          | 0                    | 0         |                               |
| Total | Total                 | 6          | 0                    | 0         |                               |